# ذاكرة السودان
ذاكرة السودان هو مشروع أرشفة وتراث ثقافي على الإنترنت، تنظمه وتعمل عليه مجموعة دولية من الشركاء بهدف الحفاظ على التراث الثقافي السوداني وتعزيزه أُنشئ في سياق المشروع نسخ رقمية من الكتب والصحف والصور الضوئية والأفلام والفنون البصرية والهندسة المعمارية، بالإضافة إلى القطع الثقافية الأخرى في السودان ونشرها على الموقع الإلكتروني للمشروع.
وبحسب موقع ذاكرة السودان، المتوفر باللغتين الإنجليزية والعربية، فإن أنشطتها تتعلق بتاريخ السودان وثقافته. وقد تحقق ذلك عبر التعاون بين المنظمات السودانية والبريطانية بهدف تنظيم وأرشفة وبالتالي حماية الوثائق وغيرها من الوسائط المعرضة لخطر الضياع. وتشمل هذه الأنشطة الحصول على المواد التقنية، وتدريب الموظفين على رقمنة وسائل الإعلام وتوفير الوصول إلى الإنترنت لعامة الناس في السودان وفي جميع أنحاء العالم.

## خلفية تاريخية
يعد السودان أحد أكبر الدول جغرافيًا في إفريقيا و يبلغ عدد سكانه قرابة 43 مليون نسمة، ويضم عدداً من المجموعات العرقية ومختلف الإثنيات وأكثر من 100 لغة ولهجة محلية، لذلك فإن تاريخ السودان غني بالتراث الثقافي والوثائقي المتنوع الذي وُثِقَ في العديد من المؤسسات الخاصة والمجموعات العامة في جميع أنحاء البلاد. تشتمل هذه المجموعات على ممارسات وتقاليد ثقافية مختلفة، بالإضافة إلى العديد من الوثائق ووسائل الإعلام الأخرى الخاصة بالأحداث التاريخية. بسبب عوامل مختلفة، تتراوح بين درجات الحرارة المرتفعة وتسلل الرمال والقيود الاقتصادية والسياسية إلى الافتقار إلى التكنولوجيا والتدريب المناسبين، فإن الأرشيفات في السودان معرضة لخطر الضياع للأجيال القادمة والتراث الثقافي للبلاد بشكل عام.
يحوي الأرشيف الوطني للسينما السودانية، أحد المنظمات المشاركة، أحد أكبر الأراشيف الصوتيَّة والسمعيَّة [الإنجليزية] في القارة الإفريقية. وفقًا لأهداف مشروع ذاكرة السودان، تمَّت رقمنة أجزاء من مجموعات العديد من هذه المؤسسات منذ يوليو 2018، بما في ذلك الأرشيف الوطني للسينما السودانية، والمتحف الوطني، ومكتبة جامعة الخرطوم في السودان، وكذلك الأرشيف الوطني في جنوب السودان، بالإضافة لذلك، أنشئ مركز للرقمنة بالخرطوم وتدرب العاملون به على آلية الأرشفة.
فيما يخص التمويل، فقد وُفّر عبر العديد من الجهات الدولية والعالمية، أبرزها صندوق حماية التراث الثقافي التابع للمجلس الثقافي البريطاني ومنظمة حماية التراث لبناء السلام، والتحالف الدولي لحماية التراث الثقافي في مناطق النزاع وإدارة الشؤون الرقمية والثقافة والإعلام والرياضة التابعة لحكومة المملكة المتحدة. أما عن الشركاء المحليون في السودان هم دار الوثائق القومية والجمعية السودانية لأرشفة المعرفة، وهي منظمة غير حكومية تهدف إلى حماية وتعزيز الثقافة والمعلومات السودانية من خلال الأرشيف. أدارت جامعة الملك بلندن المشروع عموماً عبر عملها مع عدد ضخم من الأعضاء السودانيين المحليين والدوليين في فريق المشروع.

## الوسائط والمواضيع
يعود تاريخ الوسائط المتعددة والمواضيع التي تتناولها أرشيف ذاكرة السودان إلى القرن السادس عشر وحتى الثورة السودانية عام 2019. ونظرة عامة على مواضيع أخرى مختلفة، من الإعلان والزراعة إلى النساء والعمال، يسمح الأرشيف أيضاً بالتصفح حسب الموضوع. تتعلق أبرز مقتطفات المجموعة بالتاريخ السياسي والموسيقى والمهرجانات السودانية والفنون البصرية والهندسة المعمارية، والصحة العامة والنباتات الطبية، وجداول مواعيد شركات الطيران والمجتمعات الإسلامية والمسيحية واليهودية والتقاليد الصوفية والتاريخ الطبيعي، والصحف، والإذاعة والتلفزيون، واللهجات العامية واللغات المختلفة والأعراق المختلفة، والغذاء واللباس، والزراعة وتربية الحيوانات.
تتعلق مجموعة خاصة من المخطوطات والرسائل والصور العربية بالدولة المهدية (1885 - 1899) وتحوي رسالة كتبها سلاطين باشا والي دارفور السابق إلى الطاهر المجذوب زعيم الطريقة الصوفية في الدولة المهدية المجذوبية شرق السودان.  يضم أكبر أرشيف للصور الضوئية واستوديو صور رشيد مهدي في عطبرة والمركز التاريخي لحركة سكك حديد السودان وحركة العمال، بالإضافة لمئات الصور الضوئية التي توثق تاريخ المنطقة الخاص والعام والاقتصادي من الأربعينيات إلى التسعينيات، تُظهر أيضاً بعضُ الصورِ المصورَ والمخرج السوداني جاد الله جبارة (1920–2008) هو يعمل في محله الخاص "جاد".
قدم شرحبيل أحمد، أحد أشهر الموسيقيين السودانيين منذ الستينيات، صوراً لحفلاته في أماكن وطنية ودولية، بما في ذلك أعضاء فرقه المختلفة مع زوجته زكية وهي أول عازفة قيثارة جهيرة في السودان. بالإضافة إلى ذلك، يحتوي الأرشيف على أغلفة التسجيلات لمجموعة البلابيل الموسيقية النسائية الشهيرة وصور لموسيقيين مشهورين آخرين مثل عبد القادر سالم، والعازفين والملحنين والمغنيين التقليديين والأحداث الموسيقية التي أضافها هواة الجمع وتسجيلات حبيبي فانك، وهي شركة تسجيل أعادت إصدار الموسيقى الشعبية في السودان إصداراً رقميًا.

## مؤسسات التراث الثقافي في السودان وجنوب السودان
تشمل مؤسسات جمع وبحث وتعزيز التاريخ الثقافي الطويل للبلاد والعديد من الكنوز الأثرية متحف السودان الوطني، ومتحف إثنوغرافيا السودان، ومتحف بيت خليفة وبيت برامبل في أم درمان، ومتحف شيكان في الأبيض، شمال كردفان. ومتحف نساء دارفور في نيالا، جنوب دارفور.  وتشرف عليها الهيئة الوطنية للآثار والمتاحف ومشروع متاحف مجتمع غرب السودان، الذي تموله بعض المنظمات نفسها مثل مشروع ذاكرة السودان. قدمت مؤسسات التراث الثقافي السودان وجنوب السودان الخبرة والتمويل من أجل استعادة المتاحف ومجموعاتها بطريقة مستدامة.  يهدف مشروع متاحف مجتمع غرب السودان إلى "حماية التراث الذي تمثله المتاحف وتعزيز دورها ليكون مساحات مدنية للاستخدام المجتمعي والتعليم والفعاليات الثقافية التي تعزز السلام والتفاهم داخل المجتمعات المعقدة في السودان الحديث". 
يقوم مشروع الأرشيف الوطني في جنوب السودان بحفظ وإعادة ترتيب وفهرسة ورقمنة السجلات الحكومية التاريخية وغيرها من الوثائق التي يعود تاريخها إلى العصر الاستعماري. وفي انتظار تشييد مبنى الأرشيف الوطني لجنوب السودان في المستقبل، تدعم العديد من الجهات المانحة الدولية هذه الجهود بهدف إتاحة الوصول على نطاق واسع لعامة الناس في جنوب السودان وخارجه، يدير المشروع معهد وادي الإخدود العظيم [الإنجليزية].

## أرشيفات ثقافية أخرى على الإنترنت
يحتفظ معهد وادي الإخدود العظيم [الإنجليزية] بمكتبة رقمية موسعة ومفتوحة الوصول، وهي أرشيف السودان المفتوح وهي متاحة على الشابكة وعلى الأقراص المضغوطة. يضم الأرشيف كتبًا ووثائق ووسائط سمعية وبصرية تاريخية ومعاصرة.  تتوفر أيضًا صور التاريخية للسودان عبر الإنترنت من عدد من المجموعات الدولية، مثل جامعة درم (صور ووثائق)،  ومتحف بيت ريفرز بأكسفورد، وكلاهما مساهم أيضًا في أرشيف ذاكرة السودان، أو متحف السودان: علم الأعراق البشرية في فيينا (للصور التاريخية التي التقطها ريتشارد بوشتا، وهو مستكشف نمساوي ومصور فوتوغرافي مبكر في السودان التركي في القرن التاسع عشر).

## استقبال نقدي
ناقشت الكاتبة السودانية الأمريكية داليا الحسن في مقالتها "النظرة السودانية: الذاكرة البصرية في السودان ما بعد الاستقلال" العلاقات المعقدة التي تلعبها الصور والأفلام التاريخية من السودان في بناء المعرفة حول هذا البلد الواقع في شرق إفريقيا. وبناءً على ذلك، بالنسبة للأشخاص مثلها الذين يعيشون في الشتات السوداني، وكذلك بالنسبة للسودانيين في الداخل ومن أجيال مختلفة، فإن هذه الصور "التي التقطت بعدسة سودانية، وذات نظرة سودانية" تتعلق مباشرة بمسائل الهوية الثقافية والسواد والتاريخ والحداثة. تصوراتهم في الأدب السوداني والفنون البصرية والإعلام.
بينما لا يمكن للمصورين أنفسهم أن يبقوا أحياء؛ فإن القصص والذكريات البصرية المحفوظة في صورهم هي التي تبقى حية: زمن في السودان يمكن أن يبرز للعيان بمجرد نظرة واحدة لأي صورة فوتوغرافية تم التقاطها من خلال النظرة السودانية رغم كل الجهود المبذولة لطمسها من الوعي الوطني.— داليا الحسن، النظرة السودانية: الذاكرة البصرية في السودان ما بعد الاستقلال

### قراءة معمقة
- Abdelrahman Ali، Mohamed؛ Emberling، Geoff (2022). "The Sudan National Museum and national heritage in Sudan". في Raymond Aaron Silverman؛ George Abungu؛ Peter Probst (المحررون). National museums in Africa: identity, history and politics. Abingdon, Oxon. ص. 38–55. ISBN:978-1-003-01369-3. OCLC:1243906579.{{استشهاد بكتاب}}:  صيانة الاستشهاد: مكان بدون ناشر (link)
- Rilly, Claude (2013). The Sudan National Museum in Khartoum. An illustrated guide for visitors. Khartoum: SFDAS

## روابط خارجية
- موقع ذاكرة السودان
- أرشيف السودان المفتوح عبر معهد وادي الإخدود العظيم
- أرشيف السودان في مكتبة ومجموعات جامعة دورهام
- أفلام السودان المنسية - فيلم وثائقي لصهيب قسم الباري على اليوتيوب (باللغة العربية مع ترجمة باللغة الإنجليزية)
- 198 صورة تاريخية التقطها ريتشارد بوشتا في المجموعة الإلكترونية لمتحف الإثنولوجيا في فيينا (مع التنزيلات المجانية والعرض الموسع والمشاركة على وسائل التواصل الاجتماعي)